# Populismo
Populismo é um conceito contestado, utilizado para se referir a um conjunto de práticas políticas que se justificam num apelo ao "povo", geralmente contrapondo este grupo a uma "elite", com base na percepção de que o povo estaria excluído do exercício efetivo do poder político. Não existe uma única definição do termo, que surgiu no século XIX e tem obtido diferentes significados desde então. Em filosofia política e nas ciências sociais, diferentes definições de populismo têm sido usadas. O termo também é usado de forma variada entre países e contextos políticos diferentes.
Historicamente, o conceito foi utilizado pela primeira vez no Império Russo. O populismo russo do final do século XIX visava transferir o poder político às comunas camponesas por meio de uma reforma agrária radical. Em seguida, a palavra ressurge nos Estados Unidos, reivindicada pelo chamado Partido do Povo, também conhecido como Partido Populista, que propunha o incentivo à pequena agricultura por meio de uma política econômica (monetária e de crédito) expansionista. No início do século XX, notadamente na França, o termo "populismo" migrou para o campo da literatura, nomeando um gênero de romance que descrevia com simpatia a vida dos mais humildes.
A palavra entra no léxico político latino-americano no pós-guerra, notadamente no Brasil. Na época, designava políticos carismáticos capazes de mobilizar grandes massas formadas a partir da migração de trabalhadores para as grandes cidades. No contexto de democratização do país, esses novos contingentes eleitorais escapavam das dinâmicas de voto de cabresto, sendo incorporados à vida política nacional. Se a palavra foi por vezes utilizada de forma pejorativa, sendo associada à demagogia e à manipulação, de modo geral carregava uma conotação positiva, sendo reivindicada por diversos políticos.
Posteriormente, o termo seria incorporado pelas ciências sociais, assumindo caráter negativo. São centrais, nesse processo de estigmatização, sociólogos americanos, como Edward Shils e Richard Hofstadter, e acadêmicos latino-americanos, como os brasileiros Hélio Jaguaribe, Francisco Weffort e Fernando Henrique Cardoso, e o ítalo-argentino Gino Germani.
A noção de populismo é considerada um conceito contestado por não haver consenso na academia sobre uma definição do termo. Muitos autores afirmam ser impossível definir o que populismo de fato é. Ademais, as discussões normativas ao redor do conceito, visto como negativo para alguns e positivo para outros, turvaria a possibilidade de se construir um entendimento compartilhado sobre o significado da palavra.

## Teorias
Como conceito polissêmico, o populismo foi interpretado por diversas correntes teóricas, recebendo diferentes definições. Notoriamente, uma conferência realizada em Londres,  1967, reunindo os maiores especialistas no tema, à época, resultou inconclusiva. Atualmente, as principais teorias sobre o populismo são a ideacional, as classistas, a discursiva e a performativa.

### Abordagem ideacional
A abordagem ideacional, desenvolvida notadamente por Cas Mudde e Cristóbal Rovira Kaltwasser, defende que o populismo seria uma ideologia de centro fino (thin-centred ideology). Para os autores, o populismo não teria um corpo doutrinal bem estabelecido, como ocorre em ideologias tais quais o socialismo, o liberalismo e o conservadorismo. O populismo se basearia na ideia inerentemente moralista de um "povo" puro e homogêneo que se oporia a uma "elite" corrupta, e tal ideia poderia se associar a diversos conteúdos ideológicos, da extrema-direita à esquerda radical. Da mesma forma, a abordagem ideacional rejeita que o populismo esteja ligado a políticas econômicas específicas, podendo ser encontrado tanto entre políticos de viés intervencionista, quanto entre partidários de políticas liberalizantes. Segundo Mudde e Kaltwasser, líderes e movimentos populistas poderiam revigorar a democracia liberal quando estão na oposição, mas costumam colocá-la em perigo quando chegam ao poder.

### Abordagens classistas
As abordagens classistas entendem que o populismo é um fenômeno de classe. Na sociologia americana, Seymour Martin Lipset afirmava que o populismo seria um movimento que reúne diversas classes sociais, em geral ao redor de um líder carismático. Lipset afirma que essa também seria uma característica do fascismo, mas que enquanto o fascismo se basearia principalmente nas classes médias, o populismo teria sua base social principal entre os pobres. Outra escola que entende que o populismo é um fenômeno de classe é a marxista, muito presente na América Latina com figuras como Francisco Weffort e Fernando Henrique Cardoso. Se afastando da obra tardia de Karl Marx, simpática ao populismo russo, essa corrente se inspira nas reflexões marxianas sobre o bonapartismo e de Antonio Gramsci sobre o cesarismo. Tal abordagem afirma que o populismo emerge num momento de equilíbrio de forças, em que a burguesia já perdeu sua capacidade de liderança, mas o proletariado ainda não triunfou. Nesse contexto, o poder político assumiria certa autonomia em relação às principais classes sociais, arbitrando entre elas. Marcado por um processo de conciliação de classes, o populismo basearia sua força no apoio do que Marx chamava de massa, um grupo social desorganizado e sem consciência de classe que poderia ser manipulado por um chefe carismático.

### Abordagem discursiva
A abordagem discursiva teve como seu principal expoente o teórico político argentino Ernesto Laclau. Confrontando-se com os limites das abordagens classistas e com as dificuldade de definir o termo, Laclau passaria a entendê-lo como uma lógica discursiva em que uma série de demandas insatisfeitas se articulam em torno de um símbolo capaz de nomear um movimento popular em oposição a uma elite. Apesar de afirmar que os símbolos mais comuns de movimentos populistas tendem a ser líderes carismáticos, a abordagem discursiva entende que pode haver populismo sem esse tipo de liderança. Ao contrário da abordagem ideacional, a tradição discursiva não considera que a oposição entre os "de baixo" e os "de cima" seja necessariamente moralista. Já em contraste com a abordagem marxista, a corrente discursiva critica o que entende ser a idealização de uma classe social autônoma, em oposição à massa manipulada. A partir de uma perspectiva construtivista, Laclau e seus seguidores entendem que os sujeitos políticos, e notadamente uma entidade como o "povo", são sempre construções discursivas radicalmente contingentes, podendo assumir diversas formas. Em termos normativos, a definição de populismo de Laclau se isenta de dizer se o populismo seria positivo ou negativo, mas se distingue das abordagens anteriores por ver algumas experiências populistas no poder como autenticamente democratizantes.

### Abordagem performativa
A abordagem performativa, também conhecida como sócio-cultural, é por vezes apresentada como um ramo da abordagem discursiva. Seus principais expoentes são Pierre Ostiguy, Benjamin Moffitt e María Esperanza Casullo. Essa abordagem critica um excessivo formalismo da teoria de Laclau. Para suprir essa lacuna, esses autores afirmam que o populismo é uma maneira de performar a política. Para eles, haveria certa teatralidade no populismo, através da qual o populista romperia com as formas tradicionais e com as normas de comportamento na política. O populismo seria transgressivo, irreverente, culturalmente popular. Se alguns autores dessa corrente costumam focar nas performances de líderes carismáticos, outros têm se baseado na história parar apontar que a transgressão populista reside também na capacidade de mobilizar setores subalternizados, normalmente excluídos da política, e cuja entrada na esfera pública é experimentada como chocante. Como na abordagem discursiva, os defendores da teoria performativa entendem que, em certos casos, o populismo pode ter expressões emancipadoras.

## Antipopulismo
Se do momento de sua criação, no século XIX, até meados do século XX, a palavra "populismo" carregava uma conotação positiva, sendo reivindicada por atores políticos russos, americanos e brasileiros, o período pós-guerra marca o início de uma inflexão. Entre os anos 1950 e 1970, o populismo começa a ser encarado com desconfiança por diferentes correntes político-ideológicas, tanto de esquerda quanto de direita, e o próprio termo passa a ter sentido pejorativo. Nesse contexto, diversos autores têm sublinhado a necessidade de se estudar o antipopulismo em suas diversas formas e expressões.

### Antipopulismo dos políticos
Parte da hostilidade ao populismo surge de seus adversários políticos imediatos, via de regra conservadores. Em tais casos, o termo costuma ser empregado de maneira vaga, servindo puramente como arma de combate discursivo visando a desqualificação do oponente. No Brasil, por exemplo, o termo entra no vocabulário político para deslegitimar a aliança que uniu Adhemar de Barros e Getúlio Vargas nas eleições de 1950. No início de 1949, influenciado por Assis Chateaubriand, o presidente Eurico Gaspar Dutra, do PSD, buscou sem sucesso traçar um acordo com o governador mineiro Milton Campos, da UDN, para fazer frente aos "populistas", descritos por Dutra como hostis ao regime. Foi em reação a essa alcunha que Vargas e Adhemar passam a adotar o termo de maneira positiva, vindo a batizar sua aliança eleitoral de "Frente Populista". No entanto, isso não impediu que os opositores ao varguismo e ao ademarismo continuassem a utilizar a palavra atribuindo a ela sentidos negativos. Na Argentina, o mesmo se verificou entre os antiperonistas da União Cívica Radical. É comum que o populismo seja recriminado por suas práticas consideradas vulgares e por suas atitudes rotuladas de demagógicas e manipuladoras.

### Antipopulismo dos intelectuais
Para além das disputas políticas, diversos autores têm apontado o papel de intelectuais na estigmatização do populismo. Ao longo dos anos 1950, diversos sociólogos americanos passaram a utilizar a noção de populismo para estudar o fenômeno do macarthismo. Essa associação, vista por muitos como espúria, teria sido importante para reforçar a conexão entre populismo e ameaças à democracia liberal. Pesquisadores também têm apontado que, notadamente após a eleição de Donald Trump nos Estados Unidos em 2016 e a vitória do Brexit referendo pela saída do Reino Unido da União Europeia, teria havido um aumento vertiginoso publicações nem sempre rigorosas sobre o tema a partir dessa perspectiva, no que foi batizado de "estardalhaço populista" (populist hype). Autores dessa tradição costumam acusar o populismo de estabelecer um vínculo emocional, e portanto não-racional, com o povo, aliciando e manipulando eleitores vulneráveis. Alegadamente, esse vínculo também seria "direto", sem a intermediação de partidos ou corporações, e atentaria contra os princípios da democracia representativa, do liberalismo político e da separação de poderes. Segundo alguns pesquisadores, apesar de atribuir um sentido pejorativo à palavra "populismo", o "estadalhaço populista" na academia reforçaria a normalização da extrema-direita, pois o termo "populismo" serviria como um eufemismo para racismo e supremacia branca.

### Antipopulismo dos marxistas
Na América Latina, foram sobretudo os intelectuais adeptos da abordagem marxista que contribuíram para a crítica do populismo. No Brasil, e notadamente no período posterior ao golpe militar de 1964, pensadores de esquerda passaram a atribuir às limitações do populismo as causas do fim da democracia. Se por um lado esse antipopulismo de esquerda considera que o populismo foi um mecanismo de integração das massas populares à vida política, favorecendo o desenvolvimento econômico e social, por outro lado essa integração seria apenas proto-democratizante, estando subordinada a um enquadramento estritamente burguês. Pra tais intelectuais, as benesses populistas teriam caráter desmobilizador, pois faziam crer que tudo dependeria apenas da vontade despótica de um caudilho. No caso de Getúlio Vargas, por exemplo, o mérito de seu empenho na aprovação de reformas trabalhistas que favoreceram o operariado seria mitigado por suas medidas que alegadamente minaram o poder dos sindicatos e de seus líderes, tornando-os dependentes do Estado e sendo usados pelos políticos por muito tempo para ganharem voto. Essas críticas marxistas foram problematizadas por historiadores como Daniel Aarão Reis, que considera que o período populista na história do Brasil foi marcado por uma politização crescente dos trabalhadores que, essa sim, teria incentivado o golpe.

### Antipopulismo dos economistas
Apesar de não constituir uma abordagem teórica propriamente dita, uma expressão corrente do antipopulismo na América Latina busca conectar a demagogia frequentemente atribuida ao populismo a políticas econômicas irresponsáveis. Segundo Paris Aslanidis, as críticas a um alegado populismo econômico foram originalmente formuladas pelo economista argentino Marcelo Diamand, que entendia que as economias latino-americanas viveriam em um movimento pendular. Para Diamand, países como a Argentina oscilariam entre políticas de austeridade excessivas levadas a cabo por economistas liberais, e políticas fiscalmente irresposáveis implementadas por governos ditos populistas que concederiam benefícios sociais vistos como insustentáveis através do aumento do gasto público. As ideias de Diamand teriam sido então recuperadas por economistas do NBER como Jeffrey Sachs, Rudiger Dornbusch e Sebastian Edwards. No entanto, esses economistas baseados nos Estados Unidos teriam abandonado a parte da crítica de Diamand dirigida às políticas de austeridade exageradas, defendendo-as como antídoto para crises econômicas latino-americanas. De forma geral, o termo "populismo" costuma ser usado para estigmatizar políticas econômicas heterodoxas. Apesar de de haver publicações sobre populismo econômico na Europa, essa abordagem é incomum fora do ambiente latino-americano. Ela é criticada por interditar o debate econômico, por ignorar a origem inerentemente política da ideia de populismo, e por não dar conta de líderes e movimentos populistas que adotaram medidas ditas neoliberais.

### Antipopulismo da mídia
Diversos pesquisadores indicam que o recente aumento de publicações acadêmicas sobre o populismo refletiria o aumento de referências à noção de populismo no debate público, alimentando discursos antipopulistas. A mídia se destaca no "estardalhaço populista", com diversos artigos de imprensa dedicados à questão populista. Segundo pesquisadores, contudo, a palavra seria usada de maneira pouco rigorosa, frequentemente de modo incoerente, e para se referir de forma pejorativa a figuras diversas. Assim como ocorre com o "estardalhaço populista" na academia, pesquisadores afirmam que a "hype" populista na imprensa também contribuiria para normalizar ideias de extrema-direita através de eufemismos, agendamento (agenda setting) e amplificação de mensagens consideradas reacionárias.

### Respostas ao antipopulismo
Entre os pensadores que adotam uma visão positiva em relação ao populismo, os adeptos da abordagem discursiva se destacam. Efetivamente, Ernesto Laclau e Chantal Mouffe buscaram desconstruir e problematizar as interpretações negativas do populismo. Eles argumentam que o populismo poderia ser um meio de inclusão de setores marginalizados. Laclau dizia que o populismo produziria uma articulação de movimentos sociais em busca de mudanças institucionais, podendo desempenhar um papel positivo para a democracia. Laclau e Mouffe sublinham que as experiências populistas de esquerda ao redor do mundo não buscariam destruir a democracia liberal, mas aprofundá-la, estendendo direitos a grupos subalternizados.
Seguindo o esforço de Laclau para criticar o antipopulismo, outros autores apontam que a ideia de que o vínculo entre o líder populista e as massas seria de ordem emocional se baseia em uma distinção entre razão e emoção que não se sustenta. Para esses autores, toda política envolve apelos emocionais, e que tais ataques buscariam silenciar vozes de setores subalternos. Da mesma forma, argumenta-se que a caracterização do populismo como uma patologia política não permitiria que as limitações e pontos cegos da democracia liberal fossem discutidos.
Vale apontar que, se Laclau entendia que o populismo é um fenômeno ambivalente, podendo se expressar tanto de maneira democratizante quanto com traços não-democráticos, outros pesquisadores defendem que o populismo é emancipatório por definição. Os expoentes dessa corrente são Paula Biglieri, Luciana Cadahia, Camila Vergara e Frederico Tarragoni. Para esses pensadores, o populismo de direita ou reacionário seria um "simulacro" de populismo, merecendo na verdade a alcunha de fascista.